# Nathan Kimball
Pour les articles homonymes, voir Kimball.
Nathan Kimball (22 novembre 1822 – 21 janvier 1898) est un médecin, homme politique, receveur des postes, et officier militaire, servant en tant que général de l'armée de l'Union pendant la guerre de Sécession. Il est le premier commandant au niveau de l'état de l'organisation d'anciens combattant, la grande armée de la république, dans l'Indiana.

## Avant la guerre
Kimball naît à  Fredericksburg, en Indiana, un petit hameau rural où il va à l'école locale. Il entre au séminaire du comté de Washington, puis à l'université Asbury de l'Indiania (Indiana Asbury Collège) (ce qui est maintenant l'université DePauw) de 1839 jusqu'en 1841 avant d'aller enseigner à l'école et gérer une ferme à Independence, dans le Missouri. Son beau-frère lui enseigne la médecine à l'école de médecine de l'université de Louisville, en 1844, et ouvre un cabinet à Salem et Livonia. Il épouse Martha A. McPheeters dans le comté de Washington, dans l'Indiana, le 22 septembre 1845. Le couple a un enfant, un fils prénommé James.
Lorsque la guerre américano-mexicaine éclate, M. Kimball offre ses services à l'État, levant une compagnie à Livonia dans le 2nd Indiana Infantry et étant élu capitaine. Kimball se distingue à la bataille de Buena Vista, où il rallie sa compagnie et les tient fermement pendant que le reste du régiment s'émiette et s'enfuit en désordre. Il est libéré du service en juin 1847 et rentre dans l'Indiana, où il reprend son cabinet médical, l'étendant à Loogootee. Il est défait à l'élection au sénat de l'Indiana en tant que whig en 1847. Sa femme meurt au début de 1850, et il épouse Emily McPheeters en août. En 1852, il perd de nouveau une élection, cette fois pour l'élection d'électeur présidentiel. Kimball rejoint le nouveau parti républicain en 1854. Son cabinet médical prospère, et il devient bien connu dans la région.

## Guerre de Sécession
Avec le déclenchement de la guerre de Sécession en 1861, Kimball se porte volontaire pour l'Indiana et lève une compagnie d'infanterie. Le gouverneur Oliver Morton le nomme colonel du 14th Indiana Infantry, comprenant 1 143 hommes, le 7 juin 1861. Il mène son régiment lors des campagnes de Virginie occidentale, voyant son premier combat à la bataille de Cheat Mountain à l'automne.
En mars 1862, il combat dans la vallée de la Shenandoah, commandant une brigade à la bataille de Kernstown. Le deuxième jour des combats de Kernstown, il prend temporairement le commandement de la division du brigadier général James Shields blessé, puis repousse Stonewall Jackson lors d'une contre-attaque réussie. C'est l'un des premiers Il a été l'un des premiers revers que Jackson subit. En reconnaissance de la performance de Kimball, il est promu brigadier général le 16 avril 1862. Avec la victoire de Kernstown, Kimball a participé alors aux défaites du début de la guerre de Sécession de Robert E. Lee et Thomas J. Jackson.
En juillet 1862, Kimball mène son régiment, le 8th Ohio Infantry, et le 7th West-Virginia Infantry pour se joindre à l'armée du Potomac. Après l'ajout du 4th Ohio Infantry à sa brigade, Kimball stationne brièvement  au fort Monroe, avant de couvrir la retraite de John Pope après la seconde bataille de Bull Run, le 1er septembre. Au cours de la campagne du Maryland, Kimball commande la première brigade de la troisième division de William H. French du IIe corps. Ses hommes forment la droite de la division au cours de sa série d'assaut sur la route en contrebas (Sunken Road), à la bataille d'Antietam, perdant plus de 600 hommes tués ou blessés. En dépit de lourdes pertes, les hommes tiennent le terrain et finalement pousse de côté les confédérés sur leur front, capturant 300 hommes et plusieurs couleurs. La brigade de Kimball devient connue comme la « brigade Gibraltar » pour sa capacité inébranlable à résister au feu de l'ennemi.
En décembre, ses hommes font partie de l'assaut désespéré ordonné par Ambrose Burnside contre Marye's Heights au cours de la bataille de Fredericksburg. Là, Kimball subit une blessure douloureuse à la cuisse qui le met hors de combat pendant l'hiver et le printemps de 1863. La brigade Gibraltar est par la suite donnée au colonel Samuel S. Carroll. Au début de 1863, Kimball est désigné pour se présenter comme lieutenant-gouverneur de l'Indiana, mais il refuse la nomination pour rester dans l'armée.
Enfin, après avoir récupéré suffisamment pour le reprendre un commandement de terrain, Kimball est affecté sur théâtre occidental, rendant compte en juin 1863 à Corinth, au Mississippi, où il prend le commandement d'une division dans le XVIe corps. C'est une des trois divisions de ce corps qui sont envoyées au Mississippi pour rejoindre le siège de Vicksburg, mais elles arrivent trop tard pour participer à une grande partie des combats. En septembre, la plus grande partie de la division de Kimball est envoyée en Arkansas, où elle est incorporée dans le VIIe corps. Il commande l'échelon arrière de l'expédition de Camden.
En avril 1864, Kimball est relevé de ses fonctions dans le département de l'Arkansas et reçoit l'ordre de rendre compte à William T. Sherman, qui devient un ami très proche. Kimball est en service détaché sous Sherman jusqu'en mai 1864, lorsqu'il reçoit le commandement d'une brigade dans le IVe corps au début de la campagne d'Atlanta. À la suite de la bataille de Peachtree Creek en juillet, Kimball prend le commandement d'une division dans le même corps.
Il retourne en Indiana, à la demande du gouverneur Morton pour aider à soumettre les chevaliers du cercle d'or dans cet État, puis retourne en service sur le terrain à la fin de l'automne, servant en tant que commandant de division lors des batailles de Franklin et de Nashville. Il reçoit un brevet de major général le 1er février 1865, et quitte l'armée le 24 août 1865, à la suite de la fin de la guerre.

## Après la guerre
Kimball rentre en Indiana, où il devient associé avec la nouvelle grande armée de la république, servant en tant que son premier commandant de l'état. En retournant en politique, il est élu en 1867 en tant que le trésorier de l'État, où il se concentre sur la réforme bancaire et est réélu pour un deuxième mandat. En 1869, il rejoint la loge des francs-maçons à Mount Pleasant, dans l'Indiana. Kimball remporte l'élection à la Chambre des représentants de l'Indiana, en 1873 pour le comté de Marion. Son ancien commandant lors de la campagne de Vicksburg, Ulysses S. Grant, nomme Kimball en 1873 comme arpenteur général du territoire de l'Utah, un poste qu'il occupe jusqu'en 1878. L'année suivante, le président Rutherford B. Hayes le désigne comme le maître des postes d'Ogden, dans l'Utah, Kimball s'y installe. Il sert à ce poste jusqu'à sa mort en 1898. Kimball est enterré à Ogden, dans l'Utah.

## Honneurs
Un buste en bronze de Kimball est érigé dans le parc militaire national de Vicksburg, en 1915.